# F–104 Starfighter
Az F–104 Starfighter egyhajtóműves, szuperszonikus könnyű vadászrepülőgép, melyet a koreai háború tapasztalatai alapján hoztak létre az Amerikai Egyesült Államokban. Tervezője Kelly Johnson, az egyik leghíresebb amerikai repülőgép-konstruktőr. A repülőgép törzse nagyon hasonlít a vele egy időben tervezett U–2 stratégiai felderítőgépéhez.  Sebessége és emelkedőképessége kiváló volt, de számos rossz tulajdonsága, elsősorban kis hatótávolsága és nagy (szárny)felületiterhelése miatt az Amerikai Légierőnél az 1960-as évek végére kivonták az első vonalbeli szolgálatból. Néhány NATO-tagállamban korszerűsített változatai sokáig rendszerben maradtak, Németország légierejében az 1980-as években a Tornado, Hollandiában az F–16 Fighting Falcon, Kanadában ez idő tájt az F/A–18 Hornet váltotta fel. Olaszországban az utolsó gépek 2004-ig maradtak rendszerben. A repülőgépet nagy sebessége és kis szárnyai miatt gyakran hívták Embervezette rakétának, de katasztrofális baleseti statisztikája miatt Özvegycsinálónak is.

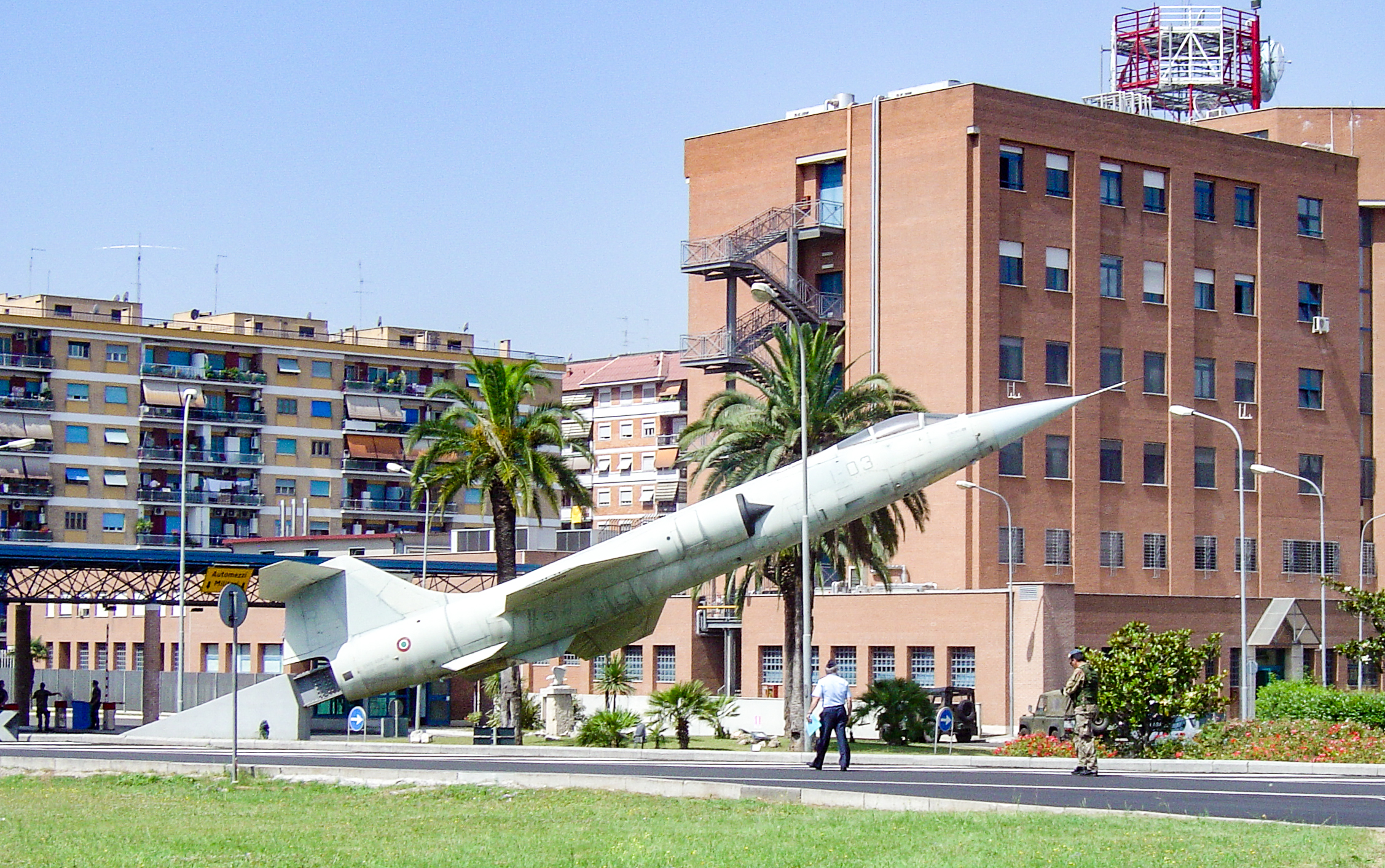
Starfighter-emlékmű Rómában, a Francesco Baracca légitámaszponton